# 紀清人
紀 清人（き の きよひと）は、奈良時代の貴族・学者。名は浄人とも記される。御史大夫・紀大人の孫。従五位下・紀国益の子。官位は従四位下・武蔵守。

## 経歴
元明朝末の和銅7年（714年）三宅藤麻呂と共に国史撰修の詔勅を受ける（この時の位階は従六位上）。当時編纂されていた『日本書紀』に関連した人事とも考えられるが不詳。翌和銅8年（715年）三階の昇叙により従五位下に叙爵。
優れた学者として重んじられ、その才能を賞賛されて和銅8年（715年）および霊亀3年（717年）に籾百石を賜与された。また、養老5年（721年）正月には佐為王・紀男人・日下部老・山上憶良らと共に、退庁後は皇太子・首親王（のちの聖武天皇）の身近に仕えて学芸を教授するよう命じられ、さらに同月元正天皇が学問に優れた者を褒賞した際には、文章に優れるとして山田御方・下毛野虫麻呂らと共に絁・絹糸などを賜与されている。養老7年（723年）従五位上。
聖武朝では、右京亮・治部大輔・文章博士を歴任し、この間の天平15年（743年）正五位下に叙せられている。天平16年（744年）2月に聖武天皇が恭仁京から難波京に遷都した際に平城宮の留守役を務めた。また、同年7月にはかつて父・国益と紀男人との間の奴婢所有をめぐった争いに対する裁判の結果、奴婢は清人の所有となり、清人は上表して奴婢を良民としている。同年11月従四位下に昇叙。天平18年（746年）正月に元正上皇の御在所で開催された肆宴で応詔歌を詠み、この作品が『万葉集』に採録されている。同年5月武蔵守に任ぜられた。
天平勝宝5年（753年）7月11日卒去。最終官位は散位従四位下。

## 官歴
『続日本紀』による。
- 時期不詳：従六位上
- 和銅8年（715年） 正月10日：従五位下（越階）。7月10日：賜穀100斛
- 霊亀3年（717年） 7月23日：賜穀100斛
- 養老5年（721年） 正月27日：賜絁15疋・絲15絇・布30端・鍬20口
- 養老7年（723年） 正月10日：従五位上
- 天平4年（732年） 10月17日：右京亮
- 天平13年（741年） 7月3日：治部大輔兼文章博士
- 天平15年（743年） 5月5日：正五位下
- 天平16年（744年） 2月2日：平城宮留守官。11月21日：従四位下
- 天平18年（746年） 5月2日：武蔵守
- 天平勝宝5年（753年） 7月11日：卒去（散位従四位下）

## 系譜
- 父：紀国益[4]
- 母：不詳
- 妻：不詳